# Rivière-Bonjour
Rivière-Bonjour est un territoire non organisé situé dans la municipalité régionale de comté de La Matanie, dans la région administrative du Bas-Saint-Laurent, au Québec.

## Géographie
À partir de son crénon dans le centre-nord de la municipalité, la rivière Matane serpente vers l'ouest.
À partir du lac Bonjour, dans le centre-ouest, la rivière Bonjour coule vers le sud-ouest jusqu'à sa confluence avec la rivière Matane.
À partir du lac Duvivier, dans le nord-ouest, la rivière Duvivier coule vers le sud-est jusqu'à sa confluence avec la rivière Matane. 
La rivière à la Truite traverse le sud-ouest vers l'ouest.
La Petite rivière à la Truite coule vers le nord-ouest jusqu'à sa confluence avec la rivière à la Truite.
La rivière Cascapédia traverse l'est de la municipalité du nord-est vers le sud-est.
La Branche du Lac coule dans le sud-est vers l'est jusqu'à sa confluence avec la rivière Cascapédia.

## Histoire
Son nom a été officialisé le 13 mars 1986 à la Commission de toponymie du Québec.

## Démographie
| 2001 | 2006 | 2011 | 2016 | 2021 |
| ---- | ---- | ---- | ---- | ---- |
| 0    | 15   | 10   | 0    | 16   |